# Phocas de Sinope
Pour les articles homonymes, voir Phocas (homonymie).
Phocas de Sinope ou plutôt Phocas le Jardinier (en grec Φωκᾶς ὁ κηπουρός) est un saint martyr reconnu par l'Église catholique romaine et l'Église orthodoxe, qui le fêtent le 22 septembre. Bien que l'on ignore l'année et même l'époque de sa mort, il est d'une historicité relativement sûre, au contraire de son probable doublet Phocas évêque de Sinope, lequel aurait été martyrisé sous Trajan en 117 et pour lequel un hagiographe forgea une Vie avant le martyre fort romanesque (BHG 1535y) ; un troisième saint homonyme est le douteux Phocas d'Antioche, fêté le 5 mars et censé avoir été martyrisé vers 320, mais ignoré de l'hagiographie grecque et connu seulement par sa mention chez Grégoire de Tours et dans les martyrologes occidentaux.

## Données bio-hagiographiques
La première mention du nom de Phocas se trouve, avec le récit de son martyre, dans une homélie panégyrique grecque (BHG 1538) de l'évêque Astérios d'Amasée (vers 400). Le récit du martyre n'y occupe que la partie médiane du texte (chap. 5-8), soit moins d'un tiers de l'ensemble. L'auteur n'y use que modérément de l'effet d'attente et de tension propre au thème narratif (présent dans d'autres récits hagiographiques antiques) de l'identification à retardement dans l'arrestation du saint. En voici le résumé.
Phocas était un jardinier vivant à Sinope, au bord de la mer Noire, dans une cabane proche de la porte de la ville. Ce chrétien, quoique fort pauvre, était un modèle d'hospitalité (philoxenia). Il hébergeait volontiers les voyageurs et nourrissait les indigents avec les fruits et légumes de son jardin. Au cours de la persécution des chrétiens ordonnée par l'empereur (non nommé dans le texte), quand des soldats – plus exactement des exécuteurs ou bourreaux, des δήμιοι comme les appelle Astérios –, chargés de le trouver et de le mettre à mort séance tenante, arrivèrent près de chez lui, il les invita à dîner sans savoir encore le motif de leur venue. Les exécuteurs l'ayant mis au courant de leur mission pendant le repas, il leur propose de les aider dans leur traque en leur faisant connaître, le lendemain, le nommé Phocas. Ignorant son identité, les sicaires acceptent d'être hébergés. Pendant la nuit, Phocas creuse sa propre tombe et prie pour lui-même. Au réveil de ses hôtes, il leur dit qu'il est l'homme qu'ils cherchent. Stupeur des sbires. Voyant leur trouble et leur hésitation, Phocas les exhorte à faire leur office et présente son cou pour être décapité. Il est enterré dans la fosse qu'il a creusée lui-même.

## Édificationversushistoricité
L'histoire contée par Astérios est-elle trop belle pour être vraie ? Difficile d'imaginer trame plus édifiante. Phocas le jardinier martyr est un parfait saint christique, pratiquant l'amour des ennemis (cf. Mt 5, 44 / Lc 6, 27) jusqu'au sacrifice de soi. Mais si l'on devait tenir pour fictifs tous les saints dont la conduite rappelle celle de Jésus, le martyrologe presque entier se viderait. Il est indéniable que l'hospitalité « auto-sacrificielle » de Phocas rappelle celle d'autres martyrs (le grand Polycarpe de Smyrne [BHG 1556-1560] et ses épigones plus ou moins romanesques Mamas de Césarée de Cappadoce [BHG 1019 a-b ], Anthime de Nicomédie [BHG 134 y], Athénogène de Pédachtoé [BHG 197 b], Léonce de Tripoli [BHG 986 et 986 a]), et l'on a pu parler à ce propos d'un commun « schéma diégétique », sinon d'un topos hagiographique. Mais le caractère convenu ou topique d'un élément narratif n'exclut nullement la réalité historique du fait raconté. Les commandements de Jésus étaient appliquée autant que possible par les chrétiens, dont les plus ardents (les « saints », en particulier les martyrs ou confesseurs) mirent le plus de rigueur dans cette application, en exerçant l'imitatio Christi dans leur vie et par leur mort. L'intention symbolique et exemplaire ne conduisait donc pas nécessairement les hagiographes à fabriquer de toutes pièces des modèles : on préférait, du moins pendant les premiers siècles du christianisme, puiser dans les rangs des saints réels, des martyrs enregistrés par la tradition locale, et dont l'histoire comportait toujours quelques traits d'imitation du Christ, des traits que la narration pieuse devait évidemment mettre en valeur, enjoliver ou amplifier. C'est pourquoi il y aurait de l'imprudence à nier péremptoirement l'existence d'un martyr de Sinope nommé Phocas et ayant exercé l'humble profession de jardinier. Quant à savoir si ce personnage poussa vraiment la philoxénie et la charité jusqu'à creuser nuitamment sa propre fosse pour épargner cette peine à ses bourreaux, c'est une autre affaire. Mais à un jardinier de métier que coûtait-il de faire un trou de plus dans la terre ? 
Ces prolégomènes étant posés, il faut bien admettre  que certains détails du texte d'Astérios ont de quoi éveiller quelques soupçons. L'événement n'est pas daté, l'empereur persécuteur pas nommé (en vertu, certes, d'une « horreur des noms propres » tout à fait typique des homélies panégyriques). Mais c'est surtout l'exécution immédiate, sans autre forme de procès – on peut parler d'un assassinat commandé –, qui paraît peu vraisemblable tant cette irrégularité déroge aux procédures romaines et bafoue les conventions des  persécutions officielles. Il se pourrait qu'Astérios eût suivi là une Passion de Phocas perdue, et plus ou moins suspecte, qui comportait déjà cette exécution sans jugement, et dont se serait souvenu l'hagiographe d'un autre saint jardinier, à savoir le martyr Conon de Magydos (BHG 361). 

## La vieille théorie de la christianisation d'un dieu païen
Le manque de précisions historiques de la tradition hagiographique relative au jardinier de Sinope et la présence, dans celle-ci, de traits apparemment folkloriques, furent une aubaine, au tournant du XIXe siècle et du XXe siècle, pour les théoriciens des « saints successeurs des dieux » (principalement l'école allemande des religions comparées, ou « École de Bonn » : Hermann Usener, Gustav Anrich, Albrecht Wirth, Ernst Lucius, Ludwig Radermacher etc.). Radermacher (1904) proposa de voir en Phocas la métamorphose chrétienne d'un « démon » (ou génie) grec, qu'il identifia à l'ἀγαθὸς δαίμων ; il alla jusqu'à faire du jardin de Phocas un substitut de celui de Priape ; il suggéra que la ressemblance du nom du saint (Phocás, masculin) avec celui du phoque (phôkè, féminin) pourrait expliquer son patronage des marins. Kern (1907) fit du jardinier de Sinope un avatar de la divinité Phocos, dieu ou héros marin thessalien, gardien des phoques comme son pendant méridional le vieillard Protée. Jaisle (1907) reprit la thèse (pourtant réfutée par Delehaye) de Rendel Harris (1903) qui réduisait de nombreux saints à des avatars de Castor et Pollux, et tenta d'ajouter Phocas au collège des saints dioscuriens . Ces constructions fragiles, ces rapprochements souvent futiles et ce systématisme réducteur ont été rejetés à la fois par Delehaye et Lübeck (1909), lequel, tout en écartant l'idée que Phocas soit la christianisation d'un dieu païen, était séduit par le rapprochement avec le nom du phoque, jugé en revanche par Delehaye sinon impossible, du moins improbable et indémontré. Enfin, la comparaison faite par Radermacher (1904) de Phocas avec le nordique ou germanique Klabautermann, qui déjà laissait dubitatif Lübeck (1909) et paraissait invraisemblable à Geffcken (1929), ressurgit encore, çà et là, à une époque plus récente, chez des chercheurs étrangers à l'hagiologie, comme un rappel des spéculations anciennes plutôt que comme une reprise argumentée.  

## Culte
La vénération de saint Phocas le Jardinier commença bien sûr dans sa ville de Sinope, où un martyrium « majestueux » (ναὸν μεγαλοπρεπῆ) fut édifié sur la tombe qu'il s'était creusée ; c'est probablement dans cet édifice que l'évêque d'Amasée, Astérios, vint prononcer son homélie panégyrique pour la fête du saint. L'expansion du culte semble avoir été rapide. Celui-ci, à en croire Astérios, était déjà florissant et largement diffusé au moment où il discourait (vers 400) : le corps saint ayant été dûment fractionné, les reliques s'étaient propagées en peu de temps dans toute l'Asie Mineure et bien au-delà. Astérios encore affirme que Rome fit l'acquisition de la tête du martyr, et que ce dernier y serait devenu aussi populaire que Pierre et Paul. Une église Saint-Phocas, située aux pieds de l'Aventin, est certes attestée à Rome, mais pas avant 1074. Le culte précoce du saint est mieux documentée pour Constantinople, où sa synaxe avait lieu le 22 septembre. Jean Chrysostome prononça une homélie (BHG 1537) à l'occasion de l'arrivée dans la ville impériale des reliques venues du Pont ; on a supposé qu'elles furent déposées dans l'église à laquelle s'adjoignit le monastère de Saint-Phocas, situé sur la côte européenne du Bosphore (probablement à Ortaköy), et qui fut restauré par l'empereur Basile Ier le Macédonien (867-886). L'empereur Phocas (602-610), d'autre part, fit bâtir en l'honneur de son saint éponyme une église que son successeur Héraclius (610-641) reconsacra à saint Jean l'Évangéliste. Le martyr avait aussi, au VIe siècle, une basilique placée sous son vocable à deux milles au-delà d'Anaplous, dans le Bosphore. Un monastère de Saint-Phocas (Μονὴ τοῦ Ἁγίου Φωκᾶ) se trouvait à Trébizonde. Antioche de Syrie reçut des reliques de saint Phocas, qui, avec celle du martyr Procope, furent déposées dans l'église Saint-Michel le 1er  juin 515, événement à l'occasion duquel Sévère d'Antioche prononça son Homélie Cathédrale LXXII. Des églises dédiées au jardinier de Sinope sont encore attestées à Basufan près d'Antioche de Syrie (datée de 491-492 grâce à une inscription sur le mur sud) et à Sidon.  
Astérios décrit avec précision la protection posthume que le saint exerce à l'égard des navigateurs, sur toutes les mers (Pont-Euxin, Adriatique, Égée, Océan), en veillant constamment sur les matelots : il réveille, par son apparition à la proue, le pilote somnolant, il facilite le déploiement des voiles, il aiguise le regard de la vigie et détourne le bateau des écueils. Une telle sollicitude explique, poursuit Astérios, la dévotion des marins à son égard, illustrée par la coutume de la « part de saint Phocas » dont nous parlerons ci-après. Cet antique patronage maritime est confirmé notamment par deux inscriptions de l'île de Syros. Phocas aurait été ainsi, pour l'historien des religions, le prédécesseur de saint Nicolas, qui l'éclipsa auprès des gens de mer.

## La «part de saint Phocas»
Selon une tradition très ancienne puisqu'elle est rapportée par Astérios lui-même (Homélie IX, 11), les marins embarqués, chaque soir, réservaient au saint, sous le nom de « portion de saint Phocas », une part du repas, que l'un des convives achetait. La somme payée était mise en dépôt. L'opération était renouvelée chaque soir, jusqu'à ce que le navire abordât. À l'arrivée dans le port, l'argent ainsi accumulé était distribué aux pauvres. On a a imaginé que cette coutume pourrait dériver d'une tradition de la mer du Nord et de la mer Baltique, relative à l'elfe Klabautermann. Une telle hypothèse paraît toutefois très improbable, et la coutume chrétienne, ancienne et largement répandue, de la « part du pauvre » (appelée « part à Dieu » dans le gâteau des Rois) constitue en la matière un parallèle plus convaincant et mieux attesté. Du reste, l'usage décrit par Astérios n'a pas besoin de parallèles et se suffit à lui-même : il consiste en effet dans la reproduction exacte mais différée (faute de pauvres à sustenter dans les bateaux) de la conduite charitable attribuée au saint lui-même, nourrisseur des pauvres. Bons adeptes de l'imitatio sanctorum, les marins grecs se propitiaient leur saint patron Phocas en imitant sa philanthropie. 

## Postérité littéraire
Phocas le jardinier est un poème en vers libres, en trois tableaux, de Francis Vielé-Griffin, publié en 1898 (Paris, Société du Mercure de France). Il suit pour l'essentiel la trame du panégyrique d'Astérios, mais il fait du pieux jardinier un rêveur à l'âme vibrante et l'amoureux secret de la belle Thalie, à laquelle pourtant il préfèrera le martyre. Quand le décurion et ses soldats arrivent, le jardinier promet de leur livrer Phocas au petit matin, les accueille et leur offre le repas et le gîte. Le lendemain, à l'aube, bien que son aide Glaucos lui ait annoncé l'arrivée imminente de Thalie, Phocas révèle son identité : « Je suis Phocas, le proscrit, le chrétien, / Phocas le jardinier, frappez ! ». Sans délai il tombe sous le glaive de l'exécuteur.